# 坤甸苏丹国
坤甸苏丹国是18世纪在今印度尼西亚加里曼丹岛西部的一个苏丹国。
1771年，由来自阿拉伯半岛也門的哈德拉米人Syarif Abdurrahman Alkadrie在坤甸建立。1779年，统治者被荷兰东印度公司加冕为坤甸苏丹。1950年，国家被并入印度尼西亚共和国，苏丹Syarif Hamid Alkadrie被废黜。
《海录》称之为“昆甸国”。该地很早就有华人居住。1777年，华人罗芳伯建立了兰芳共和国。1781年，蘭芳率民兵攻打高坪，于土人開戰，坤甸蘇丹派兵相助，蘭芳獲勝。1794年，蘭芳民兵大勝馬來人土王，羅蘭芳率眾追及三發，後由坤甸蘇丹出面調停與土人言和，雙方以三發劃界，划地而治。